# 운정행복센터
운정행복센터는 경기도 파주시 와동동 와석순환로 415에 3개의 건물로 이루어진 지상 8층, 지하 2층의 복합 시설이다. 행정동에는 운정 1, 2, 3동 주민센터, 파주문화원, 여성단체협의회 등이 있고 복지동에는 수영장, 헬스장, 다목적체육관, 주민자치센터, 청소년상담센터 등이 있다. 공연동에는 536석 의 공연장과 200석 규모의 다목적홀이 자리잡고 있다.

## 연혁
- 시설명 : 운정행복센터 
  - 위 치 : 경기도 파주시 와석순환로 415
  - 건립기간 : 2010. 05. 03 ~ 2012. 12. 21
  - 준공일자 :  2013년 2월 14일
  - 개관일자 : 2013년 5월 2일
  - 부지면적 :  14,915.5m2 (4,511평)
  - 연면적 : 29,310.83m2 (8,866평:지상8층, 지하2층)

## 같이 보기
- 운정신도시